# Antoine Bouwens
Antonius Hubertus Maria "Antoine" Bouwens (født 22. maj 1876 i Hunsel, død 28. marts 1963 i Haag) var en hollandsk skytte, som deltog i OL 1900 i Paris samt OL 1920 i Antwerpen.
Bouwens deltog i flere skydningsdiscipliner ved OL 1900. Han deltog i 50 m pistol individuelt og som en del af det hollandske hold. Individuelt blev han nummer 15 med 390 point. Resultaterne fra den individuelle konkurrence udgjorde også holdkonkurrencen, hvor fem skytter fra hver nation deltog. Her kom Bergh sammen med Dirk Boest Gips, Henrik Sillem, Solko van den Bergh og Anthony Sweijs på en tredjeplads med 1876 point efter Schweiz (2271 point) og Frankrig (2293 point), mens Belgien blev nummer fire (1823 point).
Ved de samme lege deltog Bouwens også i de tre discipliner, 300 m fri riffel stående, knælende og liggende. Han blev med 238 point nummer 28 (delt) i stående, med 286 point nummer 11 i knælende og med 278 point nummer 26 liggende.
Resultaterne i de tre discipliner udgjorde en selvstændig konkurrence, 300 m fri riffel (tre positioner), hvor han scorede 812 point individuelt og blev nummer 25. Også her blev holdkonkurrencen afgjort ved at samle de individuelle resultater, og Holland fik i alt 4.221 point, hvilket gav en samlet femteplads.
Ved OL 1920 deltog Bouwens igen i flere discipliner. Han deltog igen i 50 m pistol individuelt og som en del af det hollandske hold. Individuelt blev han ikke placeret, men med 394 point havde han det dårligste resultat af alle deltagere. Resultaterne fra den individuelle konkurrence udgjorde også holdkonkurrencen, hvor fem skytter fra hver nation deltog. Her kom Bouwens sammen med Klaas Woldendorp, Cornelis van Altenburg, Gerard van der Bergh og broderen Herman Bouwens på en tiendeplads med 2123 point.
Ved samme OL deltog han også i 300 m fri riffel (tre positioner), hvor han scorede 841 point individuelt, hvilket ikke rakte til en placering blandt de otte bedste. I holdkonkurrencen bidrog hans resultat til Hollands samlede score på 4.383 point, hvilket gav en samlet ottendeplads.
Endelig deltog han i fire militærriffelholddiscipliner. I 300 meter, liggende, opnåede holdet 269 point og blev nummer tolv, i 600 meter, liggende, blev det med 266 til en hollandsk niendeplads, i 300 meter, stående, rakte 228 point til en tiendeplads for hollænderne, mens det i den kombinerede konkurrence i 300 og 600 meter, liggende, med 495 point blev til en trettendeplads.
Bouwens var en fremtrædende skytte for Holland i perioden mellem disse to olympiske lege. Således vandt han to sølvmedaljer og en bronzemedalje ved VM i henholdsvis 1901, 1912 og 1914.